# Rossijärvi
Rossinjärvi eller Rossijärvi är en sjö i Finland. Den ligger i kommunen Enontekis i landskapet Lappland, i den norra delen av landet, 900 km norr om huvudstaden Helsingfors. Rossinjärvi ligger 418 meter över havet. Arean är 79,6 hektar och strandlinjen är 6,18 kilometer lång. Sjön  ingår i Kemi älvs huvudavrinningsområde. 